# Kondo (Ineac)
Pour les articles homonymes, voir Kondo.
Kondo, anciennement Kondo-Ineac est une localité de la République démocratique du Congo, située dans la province du Bas-Congo.